# De Smurfen en de halfgeest
De Smurfen en de halfgeest is het 35ste stripalbum uit de reeks De Smurfen. De Nederlandstalige versie verscheen in 2016 bij Standaard Uitgeverij.

## Verhaal
Potige Smurf en Brilsmurf vinden een amfoor in de rivier. Er komt een geest uit de wensen van zijn bevrijders vervult. De Smurfen doen wensen die door deze geest vervuld worden. Dat lukt de geest echter niet zo goed: de wensen worden maar half uitgevoerd.
Gargamel heeft intussen een tweede geest gevangen, de tweelingbroer van de geest bij de Smurfen, die eveneens slechts halfslachtig de wensen van zijn meester vervult. Samen zijn ze echter wel in staat om de mooiste wensen te doen uitkomen. Ze zijn echter gescheiden in het universum waar ze vandaan komen, omdat de prins daar schrik had van hun macht. De Smurfen willen hen herenigen en terugsturen, dus gaan ze bij Gargamel langs om de geest te bevrijden. Ook hij heeft een wens, namelijk schatrijk worden. Om wensen goed te kunnen vervullen, moeten echter alle meester van de geesten hetzelfde wensen. Gargamel is dus aangewezen op Potige Smurf en Brilsmurf, maar de Smurfen weigeren Gargamel rijkdom te schenken. Ze helpen Gargamel wel om onder meer een dorre boom te doen heropleven, om een nieuw dak te krijgen en om een lekkere maaltijd te krijgen.
Intussen heeft Grote Smurf de oplossing gevonden om de geesten weer naar hun wereld te brengen. Om middernacht kunnen ze weer naar hun eigen wereld worden getoverd. Om dat te kunnen, moet Gargamel echter zijn geest bevrijden. Om dat voor elkaar te krijgen, bedenken ze een plan om Gargamel zo ver te krijgen. Ze laten Gargamel geloven dat ze hem rijkdom zullen schenken door hem alles wat hij aanraakt in goud te doen veranderen, zoals de legendarische koning Midas. Gargamel trapt in de val en krijgt de gave, maar beseft pas achteraf de gevolgen: ook eten en drinken veranderen in goud. Als de honger toeslaat, kunnen de Smurfen Gargamel overtuigen om mee te stappen in hun plan: als hij zijn geest de vrijheid schenkt, zullen zij samen wensen dat Gargamels gave en de gevolgen ervan worden weggenomen. De geesten worden dus bevrijd en kunnen op tijd terug naar hun eigen wereld. Gargamel is boos, omdat hij niets meer heeft en verjaagt de Smurfen.
De Smurfen krijgen uiteindelijk nog een bericht van de twee geesten dat ze het goed maken in hun wereld. Het verhaal eindigt met een feest.